# Enzymopathie
 (septembre 2014).
Si vous disposez d'ouvrages ou d'articles de référence ou si vous connaissez des sites web de qualité traitant du thème abordé ici, merci de compléter l'article en donnant les références utiles à sa vérifiabilité et en les liant à la section « Notes et références ».
Une enzymopathie est une maladie héréditaire attribuable à un déficit enzymatique.

## L'enzymopathie érythrocytaire
Cette maladie touche les enzymes des globules rouges. Les globules rouges ainsi atteints présentent une durée de vie diminuée de façon plus ou moins importante.

### Symptômes
Certains patients ne présentent aucun symptôme et sont pourtant atteints (de façon mineure) par la maladie.
Cette pathologie, essentiellement observée dans le nord de l'Europe et qui est, en fréquence, la deuxième des anémies hémolytiques congénitales du déficit en enzyme, se traduit par :
- Une anémie survenant dans la petite enfance
- Un ictère (jaunisse) néonatal quelquefois sévère
- Une splénomégalie (augmentation de volume de la rate)

### Traitement
Chez le nouveau-né, il est parfois nécessaire d'effectuer une exsanguino-transfusion (on remplace le sang du bébé par un autre sang).
Supplémentation en acide folique.
Chez l'adulte, transfusions de sang et splénectomie (ablation de la rate) quand il existe une séquestration splénique importante, autrement dit quand les globules rouges sont bloqués dans la rate.
La surcharge en fer doit être prévenue en cas de transfusions répétée

## Déficit enGlucose-6-phosphate déshydrogénase
Le déficit en G6PD (favisme) est l’enzymopathie héréditaire la plus répandue dans le monde.

### Clinique
La gravité du déficit en G6PD est due au risque d’hémolyse aiguë intravasculaire à la naissance lors de l’absorption de certains médicaments et aliments ou à l’occasion d’infections, avec comme conséquences cliniques possibles une insuffisance rénale aiguë par nécrose tubulaire et un choc. Chez le nouveau-né, en raison de l’immaturité fonctionnelle du foie, il existe un risque d’ictère nucléaire.
Les principales manifestations cliniques de la crise hémolytique aiguë sont les urines rouge porto ou coca cola, l’ologo-anurie, la pâleur cutanéo-muqueuse, la fièvre, les douleurs abdominales et/ou lombaires, l’ictère ou le sub-ictère. La splénomégalie est inconstante. L’intensité de l’hémolyse varie avec le facteur hémolysant, le type génétique du déficit.
Le déficit en G6PD peut également provoquer une anémie hémolytique chronique.

## Voyez aussi
- Maladie métabolique génétique